# Hungaroring
Le Hungaroring est un circuit automobile situé à Mogyoród, à 18 kilomètres au nord-est de Budapest, en Hongrie. Il est surtout connu pour accueillir chaque année, depuis 1986, le Grand Prix de Hongrie de Formule 1.
Lors de sa création, il devient le lieu du premier Grand Prix derrière le « rideau de fer ». Depuis 1983, Bernie Ecclestone tentait d'organiser un Grand Prix en URSS mais après l'échec des discussions, la Hongrie fut approchée. Un premier projet prévoyait l'aménagement d'un circuit urbain au Népliget, au cœur de Budapest, là où avait eu lieu un premier Grand Prix en 1936 mais le gouvernement décida de construire un circuit juste à l'extérieur de la ville. Les travaux débutèrent le 1er octobre 1985 et furent terminés en moins de huit mois, permettant l'ouverture du circuit le 24 mars 1986 dans une course à la mémoire de János Drapál, pilote moto hongrois décédé accidentellement dix mois plus tôt.
Il accueille une manche du championnat FIA GT en 1998 notamment.

## Description du circuit

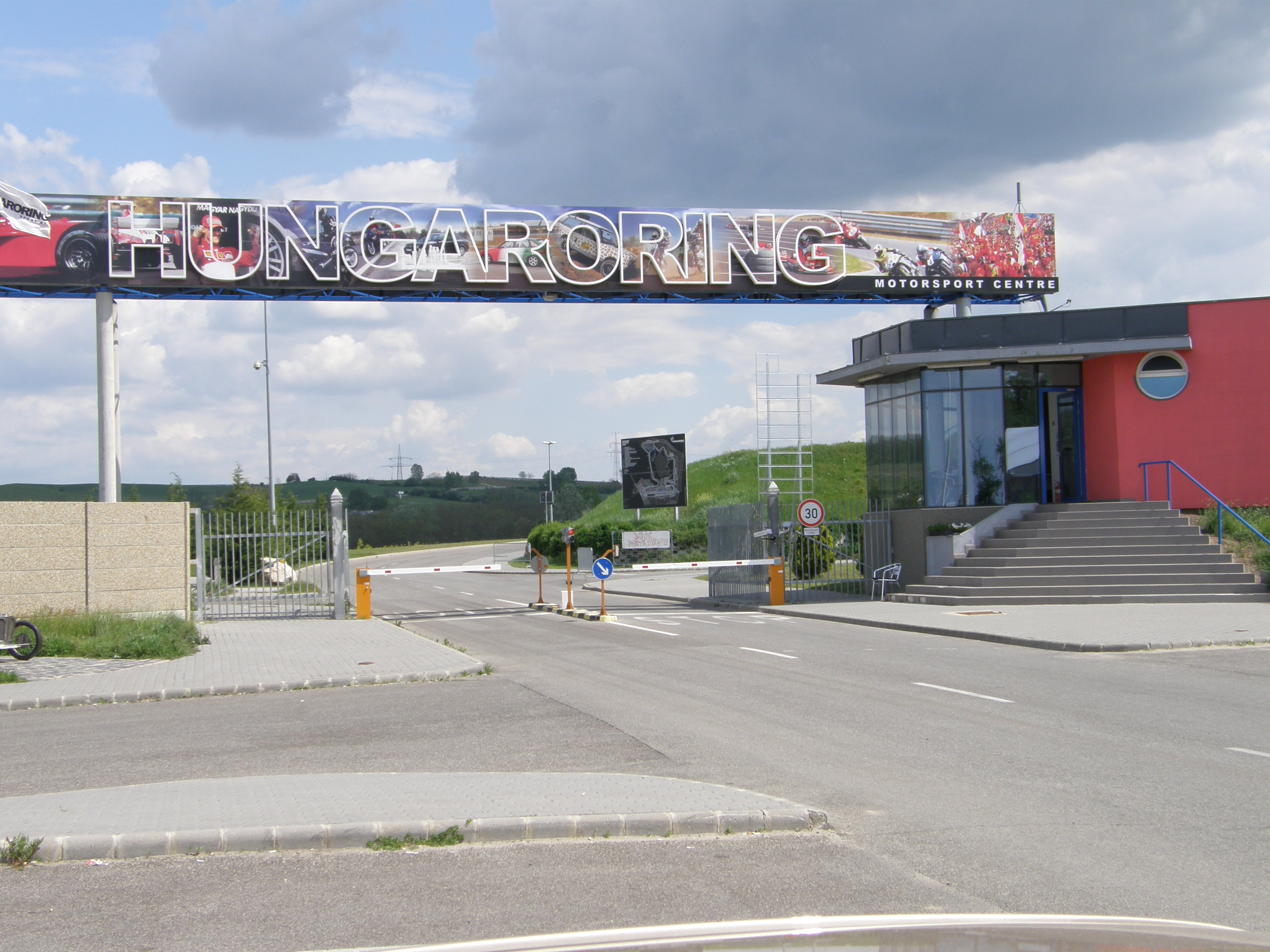
Porte d'entrée du circuit en 2008.

Le Hungaroring est surnommé le « tourniquet » en raison de ses enchaînements incessants de virages, en particulier dans le deuxième secteur. C'est un circuit lent, bosselé et étroit : la largeur de la piste n'est au maximum que de 15 mètres dans la ligne droite des stands (contre au moins 20 mètres sur la plupart des autres circuits[réf. nécessaire]) alors que dans d'autres parties du circuit, elle ne dépasse guère les 10 ou 11 mètres. La piste est habituellement très poussiéreuse car peu utilisée le reste de l'année. De fait, les voitures doivent être réglées avec un maximum d'appui pour réaliser de bons tours. En raison de l'étroitesse de la piste et de l'absence de longue ligne droite, les dépassements y sont très difficiles et la séance de qualification est primordiale pour espérer obtenir un bon résultat. L'accent est donc mis sur la qualité des pilotes à ne pas faire d'erreur et sur celui des stratèges pour gérer les ravitaillements.

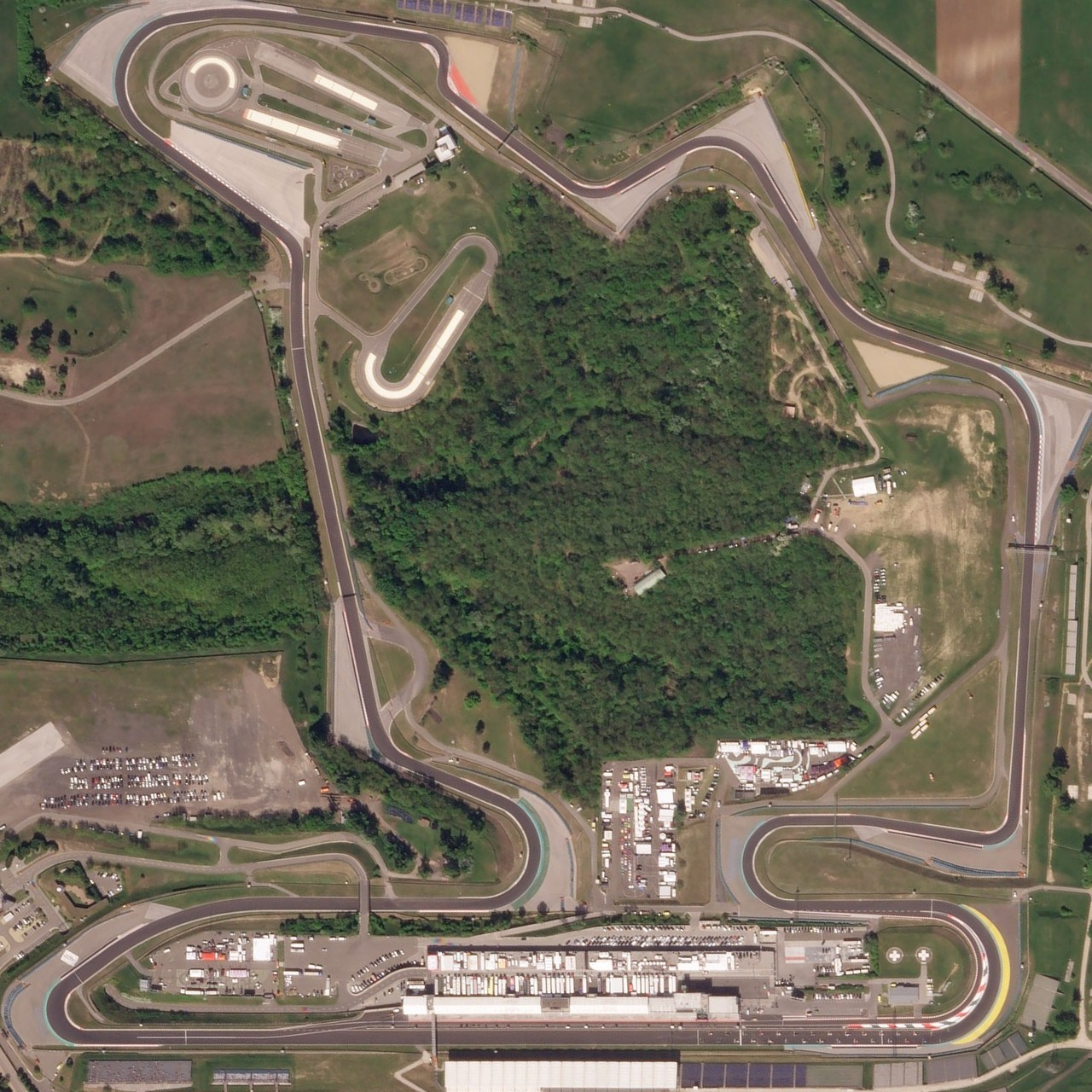
Vue aérienne du Hungaroring.

Le circuit a néanmoins été le théâtre de moments mémorables comme les duels entre Nelson Piquet et Ayrton Senna, la perte de roue de Nigel Mansell en 1987, la victoire du même Mansell parti douzième et auteur d'un brillant dépassement sur Senna en 1989 ou encore la superbe course de Damon Hill sur la modeste Arrows en 1997 qui manque la victoire de peu. En 2009, Felipe Massa est victime d'une grave blessure au visage après avoir reçu sur le casque un ressort d'environ 800 grammes provenant de la monoplace de Rubens Barrichello qui le précédait.
Le Hungaroring a également été le lieu de la première victoire de pilotes comme Damon Hill en 1993, Fernando Alonso en 2003, Jenson Button en 2006, Heikki Kovalainen en 2008, Esteban Ocon en 2021 et Oscar Piastri en 2024. Ce circuit n'a connu son premier Grand Prix sous la pluie qu'en 2006.

## Caractéristiques
- Longueur de la piste : 4,381 km
- Longueur de la ligne droite des stands : 788 mètres
- Largeur de la piste : 15 mètres maximum dans la ligne des stands, 10 à 11 mètres ailleurs
- Élévation du circuit : 36 mètres

## Accidents mortels
Le 9 août 2015, le pilote motocycliste slovène Berto Camlek se tue au guidon d'une Yamaha R1 sur le circuit lors d'une compétition du Alpe Adria Motorcycle Road Racing Championship.

## Palmarès des Grand Prix de Formule 1
| Année | Vainqueur          | Voiture          | Résultats |
| ----- | ------------------ | ---------------- | --------- |
| 1986  | Nelson Piquet      | Williams-Honda   | Résultats |
| 1987  | Nelson Piquet      | Williams-Honda   | Résultats |
| 1988  | Ayrton Senna       | McLaren-Honda    | Résultats |
| 1989  | Nigel Mansell      | Ferrari          | Résultats |
| 1990  | Thierry Boutsen    | Williams-Renault | Résultats |
| 1991  | Ayrton Senna       | McLaren-Honda    | Résultats |
| 1992  | Ayrton Senna       | McLaren-Honda    | Résultats |
| 1993  | Damon Hill         | Williams-Renault | Résultats |
| 1994  | Michael Schumacher | Benetton-Ford    | Résultats |
| 1995  | Damon Hill         | Williams-Renault | Résultats |
| 1996  | Jacques Villeneuve | Williams-Renault | Résultats |
| 1997  | Jacques Villeneuve | Williams-Renault | Résultats |
| 1998  | Michael Schumacher | Ferrari          | Résultats |
| 1999  | Mika Häkkinen      | McLaren-Mercedes | Résultats |
| 2000  | Mika Häkkinen      | McLaren-Mercedes | Résultats |
| 2001  | Michael Schumacher | Ferrari          | Résultats |
| 2002  | Rubens Barrichello | Ferrari          | Résultats |
| 2003  | Fernando Alonso    | Renault          | Résultats |
| 2004  | Michael Schumacher | Ferrari          | Résultats |
| 2005  | Kimi Räikkönen     | McLaren-Mercedes | Résultats |
| 2006  | Jenson Button      | Honda            | Résultats |
| 2007  | Lewis Hamilton     | McLaren-Mercedes | Résultats |
| 2008  | Heikki Kovalainen  | McLaren-Mercedes | Résultats |
| 2009  | Lewis Hamilton     | McLaren-Mercedes | Résultats |
| 2010  | Mark Webber        | Red Bull-Renault | Résultats |
| 2011  | Jenson Button      | McLaren-Mercedes | Résultats |
| 2012  | Lewis Hamilton     | McLaren-Mercedes | Résultats |
| 2013  | Lewis Hamilton     | Mercedes         | Résultats |
| 2014  | Daniel Ricciardo   | Red Bull-Renault | Résultats |
| 2015  | Sebastian Vettel   | Ferrari          | Résultats |
| 2016  | Lewis Hamilton     | Mercedes         | Résultats |
| 2017  | Sebastian Vettel   | Ferrari          | Résultats |
| 2018  | Lewis Hamilton     | Mercedes         | Résultats |
| 2019  | Lewis Hamilton     | Mercedes         | Résultats |
| 2020  | Lewis Hamilton     | Mercedes         | Résultats |
| 2021  | Esteban Ocon       | Alpine-Renault   | Résultats |
| 2022  | Max Verstappen     | Red Bull         | Résultats |
| 2023  | Max Verstappen     | Red Bull         | Résultats |
| 2024  | Oscar Piastri      | McLaren Racing   | Résultats |

### Classement des pilotes par nombre de victoires
| Nombre de victoires | Pilote             | Années                                                  |
| ------------------- | ------------------ | ------------------------------------------------------- |
| 8                   | Lewis Hamilton     | - 2007 - 2009 - 2012 - 2013 - 2016 - 2018 - 2019 - 2020 |
| 4                   | Michael Schumacher | - 1994 - 1998 - 2001 - 2004                             |
| 3                   | Ayrton Senna       | - 1988 - 1991 - 1992                                    |
| 2                   | Nelson Piquet      | - 1986 - 1987                                           |
| 2                   | Damon Hill         | - 1993 - 1995                                           |
| 2                   | Jacques Villeneuve | - 1996 - 1997                                           |
| 2                   | Mika Häkkinen      | - 1999 - 2000                                           |
| 2                   | Jenson Button      | - 2006 - 2011                                           |
| 2                   | Sebastian Vettel   | - 2015 - 2017                                           |
| 2                   | Max Verstappen     | - 2022 - 2023                                           |
| 1                   | Nigel Mansell      | 1989                                                    |
| 1                   | Thierry Boutsen    | 1990                                                    |
| 1                   | Rubens Barrichello | 2002                                                    |
| 1                   | Fernando Alonso    | 2003                                                    |
| 1                   | Kimi Räikkönen     | 2005                                                    |
| 1                   | Heikki Kovalainen  | 2008                                                    |
| 1                   | Mark Webber        | 2010                                                    |
| 1                   | Daniel Ricciardo   | 2014                                                    |
| 1                   | Esteban Ocon       | 2021                                                    |
| 1                   | Oscar Piastri      | 2024                                                    |

| Pos. | Nations     | Victoires |
| ---- | ----------- | --------- |
| 1er  | Royaume-Uni | 13        |
| 2e   | Allemagne   | 6         |
| 2e   | Brésil      | 6         |
| 4e   | Finlande    | 4         |
| 5e   | Australie   | 3         |
| 6e   | Canada      | 2         |
| 6e   | Pays-Bas    | 2         |
| 8e   | Belgique    | 1         |
| 8e   | Espagne     | 1         |
| 8e   | France      | 1         |

### Classement des constructeurs par nombre de victoires
| Nombre de victoires | Écurie         | Années                                                                            |
| ------------------- | -------------- | --------------------------------------------------------------------------------- |
| 12 victoires        | McLaren        | - 1988 - 1991 - 1992 - 1999 - 2000 - 2005 - 2007 - 2008 2009 - 2011 - 2012 - 2024 |
| 7 victoires         | Williams       | - 1986 - 1987 - 1990 - 1993 - 1995 - 1996 - 1997                                  |
| 7 victoires         | Ferrari        | - 1989 - 1998 - 2001 - 2002 - 2004 - 2015 - 2017                                  |
| 5 victoires         | Mercedes       | - 2013 - 2016 - 2018 - 2019 - 2020                                                |
| 4 victoires         | Red Bull       | - 2010 - 2014 - 2022 - 2023                                                       |
| 2 victoires         | Renault/Alpine | - 2003 - 2021                                                                     |
| 1 victoire          | Benetton       | 1994                                                                              |
| 1 victoire          | Honda          | 2006                                                                              |

| Pos. | Nations     | Victoires |
| ---- | ----------- | --------- |
| 1er  | Royaume-Uni | 20        |
| 2e   | Italie      | 7         |
| 3e   | Allemagne   | 5         |
| 4e   | Autriche    | 4         |
| 5e   | France      | 2         |
| 6e   | Japon       | 1         |